# Danilia galeata
Danilia galeata là một loài ốc biển, là động vật thân mềm chân bụng sống ở biển thuộc họ Chilodontidae.